# Rexism

Rexistpartiets fana.

Rexism var en politisk rörelse i Belgien, grundad 1930 av Léon Degrelle.  Ursprungligen var rörelsen kristen och rojalistisk, men den blev alltmer fascistisk under andra världskriget. Rexisterna samarbetade med Nazityskland 1940–1944, då Belgien var ockuperat av tyskarna.